# Jessie Maya
Jessie Désirée Bosch (Apeldoorn, 8 juni 1996), beter bekend als Jessie Maya, is een Nederlands youtuber. Naast haar YouTube-kanaal, met 362.000 abonnees (maart 2023) en ruim 114 miljoen weergaven (maart 2023), heeft ze ook op Instagram 252.000 volgers (juni 2022) en op TikTok 357.000 volgers (maart 2023).

## Biografie
Jessie Maya werd geboren als jongen en kreeg bij haar geboorte de naam Jeroen. Ze ging naar de vmbo-school Veluws College Cortenbosch. In de derde klas kwam Bosch, die toen nog als jongen door het leven ging, uit de kast als homoseksueel.
Na de middelbare school volgde Bosch de opleiding Make-up & hair artist aan het Rijn IJssel College in Arnhem. Op deze opleiding ontmoette ze transgender model Loiza Lamers. Door deze ontmoeting besefte ze dat ze niet homoseksueel maar transgender is. Hierop besloot zij voortaan door het leven te gaan als Jessie.

### YouTube
In 2015 begon Bosch met haar YouTube-kanaal, waarbij de focus hoofdzakelijk op mode en cosmetica ligt. Naast beautyvideo's maakt ze ook opnames van haar transgenderproces. Bosch stopte met haar opleiding om zich volledig op YouTube te kunnen concentreren.
In haar video's toonde Bosch het gehele proces van haar transitie. Zo begon ze in 2016 met de hormoonbehandeling. Ook het proces van de plastische chirurgie die zij onderging, werd in video's vastgelegd.
Bosch werkt samen met cosmeticabedrijven en bespreekt hun producten in haar video's.
Tevens stelt ze samen met Jeroen van Holland discriminatie van LHBT'ers aan de kaak.
Sinds het voorjaar van 2022 heeft Jessie Maya haar eigen make-uplijn, Cursed Cosmetics genaamd.

### Televisie
Bosch neemt regelmatig deel aan televisieprogramma's.
| Jaar | Titel                | Omroep/Zender | Opmerkingen       |
| ---- | -------------------- | ------------- | ----------------- |
| 2019 | The Big Escape       | AVROTROS      | Zevende afvaller. |
| 2022 | Celebrity Apprentice | Videoland     |                   |
| 2023 | De Verraders         | RTL 4         | Als 9e geëindigd. |

### Bestseller 60
| Boeken met noteringen in de Nederlandse Bestseller 60               | Jaar van verschijnen | Datum van binnenkomst | Hoogste positie | Aantal weken | Opmerkingen |
| ------------------------------------------------------------------- | -------------------- | --------------------- | --------------- | ------------ | ----------- |
| Dhr. Bosch denkt ervan overtuigd te zijn een vrouw te willen worden | 2023                 | 22-11-2023            | 10              | 1            |             |

## Trivia
- Maya heeft inmiddels[(sinds) wanneer?] meer dan 120 tatoeages, waaronder een van Dolly Parton en enkele van Lana Del Rey.
- Maya was in het najaar van 2018 in een gastrol als zichzelf te zien in de bioscoopfilm First Kiss.